# Park River, North Dakota
Park River là một thành phố thuộc quận Wash tiểu bang Bắc Dakota, Hoa Kỳ. Thành phố này có diện tích 5,6 km2, dân số là 1535 người theo điều tra dân số năm 2000. Park River được lập năm 1884.